# Миллениум-парк (Манхэттен)

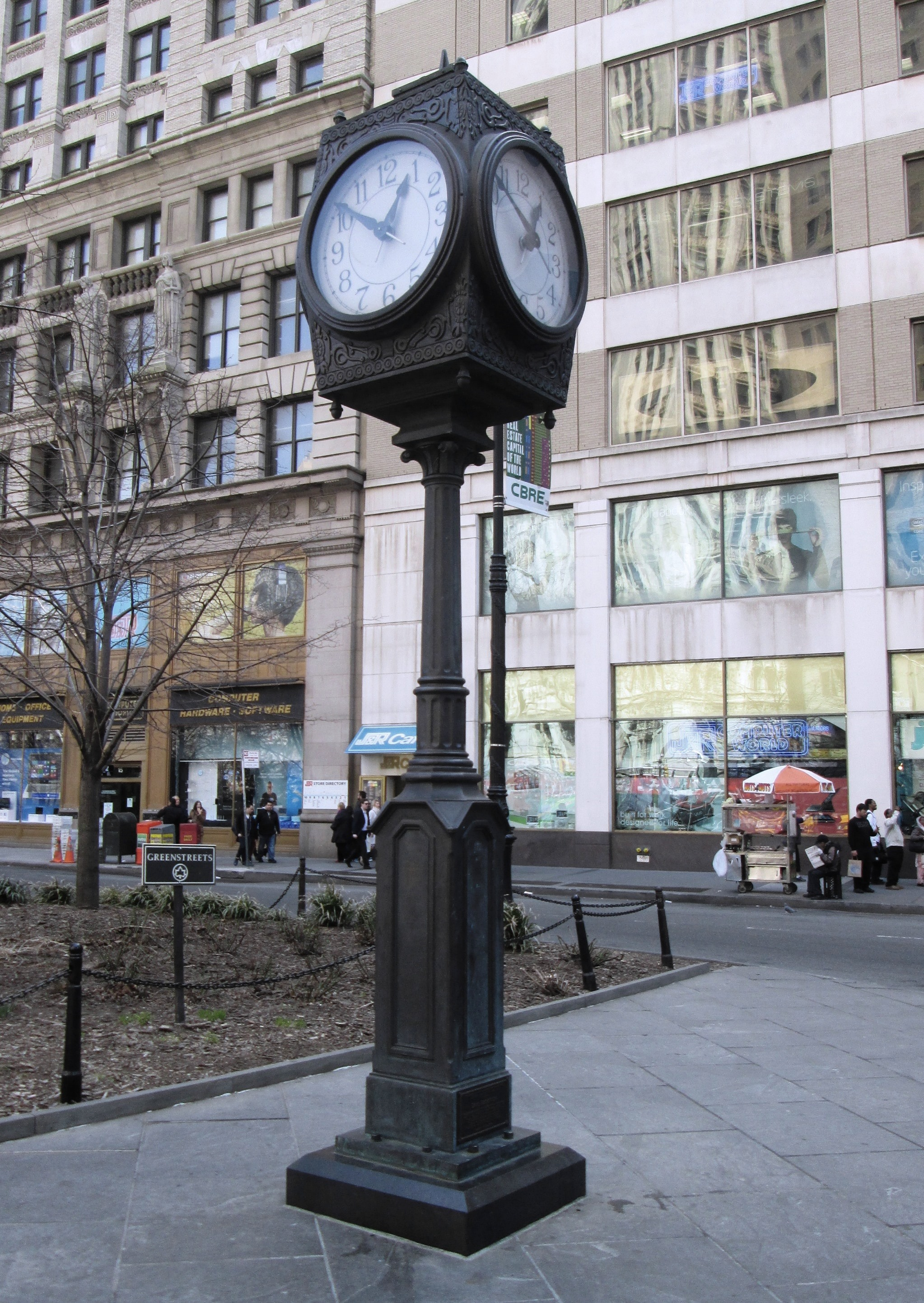
Уличные часы Дэвида Рокфеллера, на углу Бродвея и Парк-Роу

Миллениум-парк (англ. Millennium Park, буквально «Парк тысячелетия») — небольшая площадь, расположенная на пересечении улиц Парк Роу и Бродвей в Финансовом квартале Нижнего Манхэттена, Нью-Йорк. Расположена к югу от парка Сити-Холл. Представляет собой озелененный участок посреди оживленной городской среды. Раньше на этой площади разворачивались автобусы, но на рубеже Тысячелетия её решили преобразовать в зеленую зону. 
Церемения посвящения маленького парка состоялась в ноябре 2000 года, а мэр Руди Джулиани назвал его «последним подарком XX века ньюйоркцам XXI века». С учетом даты открытия парк и получил название. 
На южной оконечности площади находятся часы Дэвида Рокфеллера (англ. David Rockefeller Clock), названные в честь исполнительного директора Chase Manhattan Bank Дэвида Рокфеллера.  Младший внук Джона Д. Рокфеллера сыграл важную роль в поддержании жизнеспособности этой части Манхэттена в то время, когда многие организации переезжали из центра на окраины и в пригороды. В частности, он содействовал сохранению Саут-Стрит-Сипорт, а также строительству Всемирного торгового центра и Бэттери-Парк-Сити. Часы весом 3500 фунтов были спроектированы в стиле конца XIX века, чтобы гармонично сочетаться с фонтаном и светильниками викторианского периода, находящимся в парке Сити-Холл. 